# Laura Méndez de Cuenca
Laura Méndez de Cuenca (Hacienda de Tamariz, Ayapango, Estado de México, 18 de agosto de 1853 - Ciudad de México, 1 de noviembre de 1928), fue una profesora, feminista, escritora, articulista y poetisa mexicana.

## Vida y obra
Laura María Luisa Elena Méndez Lefort conocida como Laura Méndez de Cuenca nació el jueves 18 de agosto de 1853 en la Hacienda de Tamariz, en Amecameca, Estado de México. Murió debido a complicaciones relacionadas con la diabetes, el 1 de noviembre de 1928. Ya en la Ciudad de México, estudió en el Conservatorio de Música y en la Escuela de Artes y Oficios para Mujeres, en 1872. Justamente ese año, el poeta saltillense Manuel Acuña leyó en el Conservatorio el poema A Laura, dedicado a la joven, quien también escribía poemas y organizaba veladas literarias en la casa que compartía con su hermana Rosa.
Precisamente con Acuña procreó un hijo que murió pronto, apenas unos días después que Manuel. En 1877 se casó con un periodista y poeta precursor del modernismo, Agustín F. Cuenca, quien murió en 1884.
En el aspecto profesional, por otra parte, destaca su inclusión en El parnaso mexicano (1885-1901), serie de cuadernillos editados por Vicente Riva Palacio, y sobresale su participación en la antología Poetisas mexicanas (1893), editada por José María Vigil a petición de la esposa del presidente Porfirio Díaz.
A lo largo de esos años su faceta más conocida parece haber sido la de versificadora. Por ello la escritora peruana Clorinda Matto de Turner la ponderó calificándola principalmente como “creadora de un vigor sorprendente”. Pero Méndez desarrolló también una labor periodística en diarios capitalinos de gran importancia: El Universal y El Imparcial, fundados por Rafael Reyes Spíndola en 1888 y 1896, respectivamente; así como en otros diarios: El Periódico de las Señoras, El Correo Español, El Pueblo y El Mercurio, editado en la ciudad de Guadalajara.
Sin embargo, la poetisa era también narradora, como habían constatado sus lectores en las páginas de El Mundo, periódico donde publicó la novela El espejo de Amarilis, dosificada en 43 entregas. La edición definitiva de esa, su única novela, data de 1902. Además, dos narraciones de las diecisiete incluidas en Simplezas (1910), están fechadas durante esa vuelta de siglo: "Un rayo de luna" es de 1890 y "La Venta del Chivo Prieto", de 1902. Buena parte de ese tiempo la había pasado en San Francisco, California, contratada por una editorial norteamericana para elaborar materiales bibliográficos, así como remitiendo a su país colaboraciones literarias y ensayos de análisis pedagógico sobre el kinder garden de EUA, con el objetivo de implantarlo en México.
Por aquellos años, como resultado de su labor docente el ministro de Instrucción Pública y Bellas Artes, don Justo Sierra, le encomendó la tarea de visitar una vez más Estados Unidos entre 1902 y 1903 (esta vez radicó en San Luis, Misuri), acompañada por las profesoras Estefanía Castañeda, Rosaura y Elena Zapata, para observar la organización de los jardines de niños de aquel país. Con sus experiencias vertidas en informes se buscó mejorar las escuelas de párvulos que ya existían en México. Poco después, la maestra fue comisionada para representar al gobierno mexicano en congresos sobre educación celebrados en Berlín, Milán, Bruselas, Fráncfort, Le Maine y Londres, entre los años 1906 y 1910.
En alguna de sus estancias en San Francisco, California, Méndez de Cuenca fundó la Revista Hispano Americana. Un libro que se le atribuye, titulado Vacaciones, puede pertenecer a esa misma etapa de trabajo para el Ministerio de Instrucción Pública, pues al parecer consiste en un tratado didáctico para niñas. Su interés en asuntos femeninos se manifestó igualmente en 1904 a través de la fundación de la "Sociedad Protectora de la Mujer", organizada, entre otras, por ella y María Sandoval de Zarco, quien fuera la primera abogada mexicana.
Esos antecedentes la avalaban cuando participó como invitada de honor durante la quinta y última conferencia de un ciclo organizado por los intelectuales del Ateneo de la Juventud Mexicana durante la conmemoración, en 1910, del primer centenario de la Independencia de México. La conferencia, por cierto, tuvo por tema la obra de Sor Juana Inés de la Cruz. Durante ese año Méndez publicó dos libros: en París, el tomo de cuentos titulado Simplezas; en México, los dos volúmenes de El Hogar Mexicano: nociones de economía doméstica para uso de las alumnas de instrucción primaria.
Sobre el ministro Justo Sierra la profesora Méndez escribió poco después una semblanza incluida en el volumen Diez civiles notables en la Historia Patria (1914). Dicho libro estaba destinado a repartirse gratuitamente entre los alumnos que concluían el cuarto grado de educación elemental. Otra semblanza le fue encomendada tiempo después: Álvaro Obregón. Ese esbozo biográfico del general Álvaro Obregón, quien fuera presidente de la República Mexicana entre 1920 y 1924 (reelegido y asesinado en 1928), no está fechado, pero es conveniente situarlo en el período que va desde su arribo a la Presidencia hasta el año de su homicidio, que coincide con el del fallecimiento de la escritora. En efecto, Laura Méndez de Cuenca murió en su casa de San Pedro de los Pinos, Ciudad de México, el 1° de noviembre de 1928, como consecuencia de la diabetes que la acompañó durante varios años.

## Crítica
"Viuda y pobre, vivió de su pluma —cosa rara, tal vez única en México— e impulsada por uno de sus arranques varoniles, voluntariamente se expatrió a San Francisco sin hablar una palabra de inglés [...] es lo que se llama un carácter, una mujer cuya virilidad y energías femeninas podrían envidiarle muchos hombres. En el grupo, bien pequeño por cierto y por desgracia del feminismo letrado, destacándose marcadamente los perfiles enérgicos, bien acabados, de Laura Méndez de Cuenca".
Anónimo, El Mundo (1902)

## Ediciones de sus obras
a) Ediciones originales 
- El espejo de Amarilis. México: Linotipia de El Mundo (México) y de El Imparcial, 1902. 2 vols. 164 y 178 pp.
- El Hogar Mexicano: nociones de economía doméstica. México: Herrero Hermanos, 1910. 2 vols.
- Simplezas. París: Sociedad de Ediciones Literarias y Artísticas, 1910. 270 pp.
- "Lic. Justo Sierra". En Diez civiles notables en la Historia Patria. México: Secretaría de Instrucción Pública y Bellas Artes, 1914. 184 pp.
- Álvaro Obregón. S. p. i. 122 pp. Ilus.

b) Ediciones contemporáneas
- "Cartas de Laura Méndez de Cuenca a Enrique de Olavarría y Ferrari (1893-1899), en La pluma es para mi alma una necesidad. Testimonios de mujeres sobre escritura creativa: ensayos, cartas y otras prosas (México, 1866-1910). Edición, estudio preliminar y notas de Leticia Romero Chumacero. México: Universidad Autónoma de la Ciudad de México, 2017, pp. 143-180.
- Crónicas y cuentos. Guadalajara: Universidad de Guadalajara, s.f.
- Mariposas fugitivas: versos. Toluca: s. e., 1953. 44p.
- La pasión a solas: antología poética. Selección, prólogo y notas: Raúl Cáceres Carenzo. Ediciones, 9. Toluca: Instituto Mexiquense de Cultura, 1984. 89 pp. [Segunda edición, Clásicos del Estado de México, 1987.]
- Poesía rediviva. Compilación y ficha biográfica de Gonzalo Pérez Gómez. Toluca: Gobierno del Estado de México, 1977 (Serie Joaquín Arcadio Pagaza. Colección Poesía). 98 pp. Ilus.
- Simplezas. La Matraca. Segunda Serie, 20. México: Ed. Premià, Instituto Nacional de Bellas Artes, Secretaría de Educación Pública, 1983. 91 pp.
- Simplezas [selección de cuentos: "La Venta del Chivo Prieto", "La gobernadora", "Heroína de miedo", "La tía de don Antonio", "Buches para la belleza", "El señor de las amapolas" y "La tanda"]. En Las voces olvidadas. Antología crítica de narradoras mexicanas nacidas en el siglo XIX. Edición de Ana Rosa Domenella y Nora Pasternac. México: Programa Interdisciplinario de Estudios de la Mujer, El Colegio de México, 1991. Pp. 139-177. [Segunda edición: 1997.][6]
- Laura Méndez de Cuenca. Su herencia cultural. 3 vols. Coord.: Mílada Bazant. México: Gobierno del Estado de México, Siglo XXI, 2011.
- Cuentos criminales. Madrid: Libros de la ballena, 2020. 176 pp.